# Faber, amico fragile
Faber, amico fragile è un concerto in omaggio a Fabrizio De André tenutosi il 12 marzo 2000 al Teatro Carlo Felice di Genova.

## Il concerto
L'evento è stato presentato da Fabio Fazio; vi hanno partecipato molti esponenti del mondo della musica italiana più o meno noti al grande pubblico, che hanno contribuito a renderlo un evento di grande qualità musicale. Il titolo deriva da Amico fragile, celebre canzone di De André pubblicata nell'album Vol. 8 del 1975, che durante l'evento è stata eseguita da Vasco Rossi.
Da questo concerto è stato tratto nel 2003 un doppio album dal vivo; inizialmente era previsto che la registrazione venisse resa disponibile solamente per gli artisti partecipanti, come ricordo, ma data la buona qualità del suono e le numerose richieste, dopo tre anni il disco è stato commercializzato al pubblico. Per motivi ignoti non è stata inclusa nell'album Rimini, cantata da Luvi De André a sorpresa alla fine del concerto; sono invece presenti nel disco due versioni de La guerra di Piero cantata da Adriano Celentano, una corretta ed una incompleta e contenente gli errori commessi dal Molleggiato nel cantare il brano per la prima volta in teatro, nonché un brano fino ad allora inedito, King, interpretato dai fratelli Gian Piero e Roberta Alloisio, ed una canzone che De André aveva scritto ma non interpretato, cioè Signore, io sono Irish dei New Trolls, qui cantata da quello che fu il frontman di tale gruppo, Vittorio De Scalzi. 
I proventi sono andati a favore dei progetti sostenuti della neonata Fondazione Fabrizio De André a favore dell'infanzia.

## Tracce[2]

### Primo CD (CD bianco)
1. La guerra di Piero (Intro), Adriano Celentano - 1:45
2. La guerra di Piero, Adriano Celentano - 3:49
3. Ho visto Nina volare, Zucchero - 4:32
4. Il pescatore, PFM - 5:21
5. La canzone dell'amore perduto, Gino Paoli - 2:51
6. Amore che vieni, amore che vai, Franco Battiato - 2:38
7. Ringraziamenti di Fabio Fazio - 0:21
8. Bocca di Rosa, Ornella Vanoni - 3:51
9. La romance de Marinelle (La canzone di Marinella), Roberto Ferri - 4:23
10. La ballata del Miché, Teresa De Sio - 4:38
11. Inverno, Cecilia Chailly - 4:43
12. Verranno a chiederti del nostro amore, Eugenio Finardi - 5:29
13. Geordie, Mercanti di Liquore - 3:29
14. Hotel Supramonte, Roberto Vecchioni - 4:55
15. Fiume Sand Creek, Luciano Ligabue - 5:39

### Secondo CD (CD nero)
1. Intro, Vasco Rossi - 1.31
2. Amico fragile, Vasco Rossi - 5:18
3. Khorakhanè, Fiorella Mannoia - 4:24
4. La cattiva strada, Jovanotti - 4:53
5. Signore, io Sono Irish, Vittorio De Scalzi - 3:26
6. Via del Campo, Enzo Jannacci - 6:25
7. Una storia sbagliata, Loredana Bertè - 5:20
8. Canzone per l'estate, Edoardo Bennato - 6.22
9. La ballata dell'amore cieco, Francesco Baccini - 3.30
10. Canzone del padre, Oliviero Malaspina - 5:51
11. Andrea, Massimo Bubola - 5:39
12. Sidún, Mauro Pagani - 4:22
13. Creuza de mä, Cristiano De André e Mauro Pagani - 6:36
14. King (inedito), Gian Piero Alloisio e Roberta Alloisio - 4:26

## Formazione
- Massimo Bubola: chitarra
- Cristiano De André: bouzouki
- Zucchero: chitarra
- Edoardo Bennato: armonica, chitarra
- Francesco Baccini: pianoforte
- Luciano Ligabue: chitarra
- Vincenzo Muré: tastiera
- Fabrizio Consoli: chitarra
- Fabio Moretti: chitarra
- Walter Calloni: batteria
- Andrea Maddalone: chitarra
- Piero Mucilli: fisarmonica
- Lorenzo Monguzzi: chitarra acustica
- Salvo Correri: chitarra
- Gianni Serino: basso
- Mauro Sposito: chitarra
- Mark Harris: tastiera, chitarra
- Piero Fabrizi: chitarra
- Gilberto Martellieri: tastiera
- Luca Scarpa: pianoforte
- Giorgio Cordini: chitarra acustica
- Eros Cristiani: pianoforte, tastiera
- Gian Piero Alloisio: chitarra
- Pier Michelatti: basso, contrabbasso
- Maurizio Preti: percussioni
- Paolo Jannacci: fisarmonica
- Franco Mussida: chitarra
- Vittorio De Scalzi: pianoforte
- Alfio Vitanza: batteria
- Aldo De Scalzi: tastiera
- Giovanni Allevi: pianoforte
- Lucio Bardi: chitarra
- Franz Di Cioccio: batteria
- Patrick Djivas: basso
- Giovanni Allevi: pianoforte
- Brando: chitarra
- Michele Ascolese: chitarra elettrica
- Saturnino: basso
- Pier Foschi: batteria
- Lucio Fabbri: violino
- Mauro Pagani: violino
- Mario Arcari: oboe, percussioni
- Luca Volonté: sassofono soprano, percussioni
- Cecilia Chailly: arpa